# Клепачи (Берестовицкий район)
Клепачи (бел. Клепачы) — деревня в Берестовицком районе Гродненской области Беларуси. Входит в состав Пограничного сельсовета.

## География
Деревня находится в западной части Гродненской области, на правом берегу реки Свислочи, к югу от автодороги Р-99, на расстоянии приблизительно 10 километров (по прямой) к юго-юго-западу от городского посёлка Большая Берестовица, административного центра района. Абсолютная высота — 145 метров над уровнем моря. Площадь населённого пункта — 0,1581 км².

## История
По состоянию на 1905 год, в Клепачах проживало 395 человек. В административном отношении деревня входила в состав Свислочской волости Волковысского уезда Гродненской губернии.
Согласно Рижскому мирному договору (1921), деревня вошла в состав межвоенной Польши. Входила в состав гмины Свислочь Волковысского повета Белостокского воеводства. В 1921 году числилось 113 жителей, проживавших в 24 домах. В этническом составе населения того периода белорусы составляли 97,3 %, поляки — 2,7 %. В конфессиональном составе населения преобладали православные христиане (97,3 %) и католики — 2,7 %.
С 1939 года в БССР.

## Население
По данным переписи 2019 года, в деревне проживал 21 человек.
| Год  | Население, человек |
| ---- | ------------------ |
| 1905 | 395                |
| 1921 | ↘ 113              |
| 2009 | ↘ 45               |
| 2019 | ↘ 21               |